# Stefan Heythausen
Stefan Heythausen (* 27. Mai 1981 in Breyell, Nettetal) ist ein deutscher Eisschnellläufer.
Der aus dem niederrheinischen Nettetal stammende Heythausen ist einer der zurzeit erfolgreichsten Deutschen Herren im Eisschnelllauf. Sein Trainer ist Jan Coopmans, seit dem Frühjahr 2006 trainiert er zusammen mit der Herrenmannschaft bei Bart Schouten. Er ist mehrfacher Teilnehmer an Allround-Europameisterschaften, -Weltmeisterschaften und Weltcups.
2005 konnte er bei der Mehrkampfeuropameisterschaft in Heerenveen Platz 11 erzielen und errang den 17. Platz bei der Mehrkampfweltmeisterschaft.
Mit dem Team holte er bei den Olympischen Winterspielen 2006 in Turin Platz 7.
Im nacholympischen Jahr konnte er einen 14. Platz bei den Mehrkampfweltmeisterschaft 2007 sowie einen 5. Platz mit dem Team bei den Einzelstreckenweltmeisterschaften erzielen. Sein bestes Weltcupergebnis 2006/07 war der 5. Platz über 1500 Meter in Moskau. In der Gesamtwertung über diese Strecke reichte es nur zu Platz 17. Im Team konnte er mit Marco Weber, Robert Lehmann und Tobias Schneider den Gesamt dritten Platz vor den Italienern erzielen.
Der Weltcup 2007/08 brachte in Calgary die Bronzemedaille im Teamlauf. In der Gesamtwertung über 1500 Meter reichte es wiederum nur zu Platz 17. Nach langer Zeit konnten eine Medaille bei den Einzelstrecken-WM 2008 der Männer errungen werden. Mit Jörg Dallmann und Marco Weber konnte er die Bronzemedaille im Teamlauf sichern.